# A.L.S.K.V. Levitas
De Algemene Leidse Studenten Kano Vereniging Levitas is een van de drie studentenkanoverenigingen in Nederland, naast D.K.V. Euros (Enschede) en E.S.K.V. Okawa (Eindhoven). De vereniging is in 1969 opgericht door een paar actieve vlakwaterwedstrijdvaarders en heeft anno 2012 zo'n 120 leden.

## Vereniging
Bij Levitas worden verschillende takken van het kanovaren beoefend, namelijk vlakwater(tour)varen, wildwatervaren, zeevaren, kanopolo, brandingvaren en kanoslalom. 
Het varen gebeurt in de omgeving van Leiderdorp (Kagerplassen, Braassemermeer en Leiden centrum), natuurgebieden, kanopolovelden en slalombanen door heel Nederland, wildwater in de Eiffel of de Alpen, de branding van Katwijk en de Noord- en Waddenzee.
Daarnaast zijn er gezamenlijke maaltijden en organiseert de ADKA regelmatig Anders Dan Kano Activiteiten.

## Vloot
Levitas heeft een uitgebreide vloot met SK's, K1's, C1's, open Canadese kano's, SK2, K2's en K4's, zeekajaks, polokajaks, wildwaterkajaks, playaks en slalomkajaks. Het grootste deel van de boten in de loods is van de vereniging. Bovendien is er een privérek waar leden hun eigen boot kunnen stallen.

## Locatie
Levitas is gevestigd op het Universitair Watersport Centrum in Leiderdorp en heeft in 2008 haar nieuwe pand betrokken, naast de Leidse Studenten Duikvereniging (LSD), studentenroeivereniging A.L.S.R.V. Asopos de Vliet en studentenzeilvereniging A.L.S.Z.V. De Blauwe Schuit.